# 逃學威龍
《逃學威龍》是於1991年上映的香港電影，是周星馳在最為多產的幾年所拍攝的代表作之一。當時的電影票房紀錄為港幣43,829,449元，打破前一年由周星馳主演的《赌圣》香港最高票房記錄，並且成為年度票房冠軍。本片破記錄後引起校園電影的跟拍風潮，電影中的“愛丁堡中學”取景於沙田學院（Sha Tin College）本片入圍第11屆香港電影金像獎共四項提名。

## 劇情
周星星（周星馳飾）是皇家香港警察特别任務連高級督察，受上司委派假扮學生混入一間中學當臥底，搜尋一支失槍的下落。警隊同僚曹達華（達叔，吳孟達飾）亦假扮工友潛伏在該校接應周星星。其間周星星因受不了中學生活，在意圖逃學的過程中遇見了好心關心他的該校女教師何敏（張敏飾），周星星愛上何敏並因此發憤圖強用功讀書，兩人歷經種種誤會，周星星最後成功搗破了大飛（張耀揚飾）的犯罪圖謀晉升為總督察並抱得美人歸。

## 角色
| 演員姓名 | 角色姓名       | 粵語配音   | 國語配音 | 介紹 |
| 周星馳   | 周星星         | 以原聲演出 | 石班瑜   | 原為特别任务连高級督察。臥底，假扮學生，28歲。喜歡何敏，後為其男友。曹達華之友。黃總警司之下屬。大飛之天敵。黃小龜之好友。小妖、Johnny 仔之天敵，後和好。反黑組大幫之情敵。最後拘捕大飛並晋升为总督察。 |
| 張 敏    | 何 敏          | 沈小蘭     | 劉小芸   | 周星星就讀班別之輔導老師。周星星之功課輔導老師，後為女友。反黑組大幫之女友，後分手。 |
| 吳孟達   | 曹達華         | 以原聲演出 | 胡立成   | 達叔，CID，偽裝成校工。周星星之友。黃總警司之下屬。 |
| 張耀揚   | 大 飛          | 陳 欣      |          | 黑幫老大。周星星、曹達華、黃 Sir 之天敵。小妖、Johnny 仔之老大，後反目。掐死王 Sir。最後被周星星拘捕。                                                                                                  |
| 黃子揚   | 反黑組高級督察 | 陳永信     |          | 何敏之男友，後分手。周星星之情敵 |
| 黃一山   | 黃小龜         | 以原聲演出 |          | 學生。Annie 之男友。周星星之好小妖之欺凌對象。Johnny 仔之欺凌對象，後和好。 |
| 黃炳耀   | 黃總警司       | 盧 雄      | 雷威遠   | 周星星、曹達華之上司。綽號「」。 |
| 秦 沛    | 林作棟         | 以原聲演出 |          | 訓導主任。 |
| 苑瓊丹   | Miss 梁        | 曾秀清     | 杜素真   | 地理老師。周星星、黃小龜、小妖、Johnny仔等之老師。 |
| 陳國新   | 鄭 Sir         | 張炳強     |          | 中史老師。捉周星星作弊。周星星、黃小龜、小妖、Johnny 仔等之老師。 |
| 曾近榮   | 化學老師       | 以原聲演出 |          | 化學老師。周星星、黃小龜、小妖、Johnny 仔等之老師。 |
| 黎彼得   | 王 Sir         | 以原聲演出 |          | 大飛之天敵。曹達華之友。被大飛掐死。 |
| 梁十一   | Johnny 仔      |            |          | 小妖之好友。周星星之天敵，後和好。大飛之手下，後反目。欺凌黃小龜，後和好。 |
| 謝偉傑   | 小妖           |            |          | Johnny 仔之好友。大飛之手下，後反目。周星星之天敵，後和好。欺凌黃小龜，後和好。 |
| 彭子晴   | Annie          |            |          | 黃小龜之女友。 |

## 獎項
| 年份 | 頒獎典禮             | 獎項       | 名單           | 結果 |
| ---- | -------------------- | ---------- | -------------- | ---- |
| 1992 | 第11屆香港電影金像獎 | 最佳導演   | 陳嘉上         | 提名 |
| 1992 | 第11屆香港電影金像獎 | 最佳編劇   | 黃炳耀、陳嘉上 | 提名 |
| 1992 | 第11屆香港電影金像獎 | 最佳男主角 | 周星馳         | 提名 |
| 1992 | 第11屆香港電影金像獎 | 最佳男配角 | 吳孟達         | 提名 |

## 播放時間
| 香港 無綫電視翡翠台 星期六20:30-22:45節目 | 香港 無綫電視翡翠台 星期六20:30-22:45節目 | 香港 無綫電視翡翠台 星期六20:30-22:45節目 |
| ----------------------------------------- | ----------------------------------------- | ----------------------------------------- |
|                                           | 演藝泰斗吳孟達:逃學威龍 （2021年3月6日）  |                                           |
| 愛回家之開心速遞 （2021年3月6日）         | 勁歌金曲 懷念唐奕聰 （2021年3月6日）      |                                           |

## 軼事
《逃学威龙》周星星的第一人选是李克勤，因其坚持认为不适合这个角色而辞演。
無綫安排於翡翠台2021年3月6日晚上8時30分重播該電影，並以《演藝泰斗吳孟達 : 逃學威龍》節目標題名義播出。

## 外部連結
- 香港影庫上《逃學威龍》的資料（繁體中文）
- 開眼電影網上《逃學威龍》的資料（繁體中文）
- 豆瓣电影上《逃學威龍》的資料 （简体中文）
- 时光网上《逃學威龍》的資料（简体中文）
- AllMovie上《逃學威龍》的资料（英文）
- 爛番茄上《逃學威龍》的資料（英文）
- 互联网电影数据库（IMDb）上《逃學威龍》的资料（英文）